# Òrganon
Òrganon (del grec Ὄργανον) és el nom amb què són coneguts els tractats de lògica d'Aristòtil. Les obres que componen l'Òrganon en ordre sistemàtic són les següents:
- Categories (1)
- De la interpretació (4)
- Primers analítics (5)
- Segons analítics (6)
- Tòpics (2)
- Refutacions sofístiques (3)

Aquest és l'ordre sistemàtic, atès que és complicat determinar l'ordre en què Aristòtil les va escriure perquè constantment les revisava i modificava. Els números que apareixen entre parèntesis fan referència a l'ordre cronològic acceptat.

## Obres

### Categories
Categories és una obra part de l'Òrganon, el seu nom prové del llatí Categoriae. Introdueix la classificació en 10 termes de tot allò que existeix. Aquestes categories són: substància, quantitat, qualitat, relació, lloc, temps, posició, possessió, acció i passió.
El tema central d'aquesta obra el constitueix la predicació, ço és, l'atribució d'un predicat a un subjecte. Al primer capítol apareix la definició dels termes homònims (mateix nom i diferent significat), sinònims (igual o diferent nom i mateix significat) i parònims (termes derivats l'un de l'altre). El segon capítol és un estudi de les expressions, que queden classificades en dos grups: expressions sense enllaç, és a dir, noms comuns, verbs atributs, com "home, corre, venç" i expressions amb enllaç, que serien proposicions del tipus "l'home corre" o "l'home venç". El capítol tercer s'ocupa en propietat de l'atribució d'un predicat a un subjecte, és a dir, la relació entre les expressions amb enllaç definides al capítol anterior.
El quart capítol defineix els diferents significats de l'atribució entre expressions sense enllaç o categories, de les quals nomena deu: substància, quantitat, qualitat, relació, lloc, temps, posició, possessió, acció i passió. Els termes sense enllaç només afirmen o neguen quelcom quan es relacionen amb altres expressions. El capítol cinquè s'ocupa de la definició de substància, en què distingeix entre substància primera, ço és, allò que no es pot predicar de cap subjecte, ni tampoc no es troba en el propi subjecte car és el subjecte mateix, l'individu; i substància segona, el gènere i l'espècie als quals pertany l'individu.
Per acabar, els capítols del sis al nou ofereixen un estudi detallat de les altres categories o modes de predicació, mentre que els últims capítols tracten dels oposats, els contraris, l'anterior, allò simultani, el moviment i la categoria de possessió.

### De la interpretació
Aquesta obra és coneguda en llatí De Interpretatione (en grec Περὶ Ἑρμηνείας). És el segon text de l'Òrganon aristotèlic, en què Estagirita defineix diferents tipus de judici: simples i compostos; particulars i universals; afirmatius i negatius. També hi tracta la contradicció. Conté importants contribucions d'Aristòtil a la filosofia del llenguatge.
Es tracta d'un tractat de lògica dedicat a l'estudi dels judicis o proposicions, que és la continuació natural de les Categories, dedicades a l'estudi de la predicació. En primer lloc, De la interpretació s'ocupa de les relacions existents entre pensament i llenguatge, afirmant que la veritat o l'error no es troba en els mots, sinó en la relació que s'estableix entre aquests mitjançant les proposicions o judicis. Seguidament analitza els elements que constitueixen les sentències: el nom, al qual dedica el capítol segon, i el verb, estudiat en el tercer; mentre que en el quart s'afirma que tota sentència és un judici. A partir del capítol cinquè Aristòtil inicia l'estudi dels judicis, que per estructura queden classificats en simples i compostos; per quantitat en particulars i universals i per qualitat en afirmatius o negatius.
Al capítol sisè s'ocupa dels diferents casos d'oposició entre judicis, és a dir, de la contradicció, mentre que el capítol vuitè fa al·lusió al cas concret dels judicis singulars. Del capítol novè en endavant s'analitzen els judicis referits al futur en oposició als referits al passat o al present; la natura de les qüestions dialèctiques; els judicis que afirmen o neguen allò possible, allò impossible, allò contingent i allò necessari; així com llurs contradiccions pròpies. Per acabar, al capítol XIII s'hi estudien les relacions existents entre els judicis anteriors, entre allò actual i allò possible i les tres classes d'entitats.

### Primers analítics
En llatí Analytica Priora, introdueix el seu mètode sil·logístic, n'argumenta la correcció i en discuteix la inferència inductiva.
És un escrit redactat amb posterioritat als Tòpics, però es troba a l'Òrganon abans que aquest últim, consta de dos llibres dedicats al raonament sil·logístic. El llibre primer comença amb una exposició de la teoria formal sobre el sil·logisme, que consta de tres proposicions relacionades de la següent forma:
```
A és B i C és A, aleshores C és B.
```

Les dues primeres proposicions constitueixen les premisses del raonament, anomenades major, la primera, i menor la segona; la tercera proposició rep el nom de conclusió. Entre les premisses i la conclusió hi ha tres termes o conceptes, repetits de dos en dos. El terme repetit en les premisses es denomina terme mitjà, atès que relaciona els altres dos, que formen la conclusió; de tal manera que el terme que constitueix el predicat de la conclusió es denomina terme major, i el subjecte, terme menor. Per tant, el sil·logisme consisteix a justificar la correspondència d'un predicat a un subjecte en la conclusió per la introducció d'un terme mitjà en les premisses.
Segons quina sigui la posició del terme mitjà en les premisses, els sil·logismes poden classificar-se en diferents figures, com són: 1) Subjecte-Predicat, 2) Predicat-Predicat i 3) Subjecte-Subjecte. Aristòtil passa per alt la relació Predicat-Subjecte, car opina que no difereix de la primera figura més que en la inversió de les premisses. Al si de cada figura s'hi diferencia entre modes, vàlids segons la quantitat —universal o particular— i la qualitat —afirmatiu o negatiu— de les proposicions que les componen, però afirma que només els de la primera figura es demostren directament. Els capítols restants del llibre primer tracten de la formulació de sil·logismes, ja siguin d'ordre general o d'acord amb determinades finalitats. També s'hi ofereixen casos pràctics, orientacions i consells.
El llibre segon s'ocupa dels diversos aspectes i propietats del sil·logisme: inferir més d'una conclusió de les mateixes premisses, deduir conclusions vertaderes de premisses falses, etc., així com d'altres mètodes de raonament: inducció, probabilitat, etc.

### Segons analítics
Els Segons analítics, en llatí Analytica Posteriora, discuteix el raonament correcte en general.
Després d'ocupar-se del raonament sil·logístic, en la seva obra lògica següent Aristòtil s'hi dedica a l'aplicació del sil·logisme en la demostració, quan condueix a un saber d'ordre científic. El llibre primer exposa que tot saber prové d'un coneixement preexistent, però només posseïm coneixement científic d'una cosa quan en coneixem la causa, per la qual cosa s'estableix que la ciència és un saber demostratiu. La demostració es fonamenta en un sil·logisme les premisses del qual són vertaderes, primàries, immediates i millor conegudes que la conclusió. El terme mitjà, que constitueix la causa d'una cosa, es presenta com l'element central de la demostració, essent la primera figura sil·logística el vertader tipus de sil·logisme científic. El sil·logisme demostratiu pot tenir unes premisses que alhora siguin conclusions d'altres demostracions, i així successivament, però el procés no pot ser infinit perquè mancaria un fonament últim per a la demostració. Així doncs, hi ha uns vertaders fonamentals que són indemostrables, evidents i primers principis de demostració, uns d'ells comuns a tota demostració, axiomes, i d'altres peculiars a cada ciència, definicions.
El llibre segon s'ocupa de les formes d'investigació, i s'hi afirma que totes elles van referides al terme mitjà. Continua amb l'anàlisi de les característiques de la definició, de la deducció i de les seves diferències. Per acabar, exposa que la ment individual arriba a conèixer les veritats fonamentals mitjançant la inducció d'allò particular a allò general, però que és la intuïció intel·lectual (noesi) la que abasta aquest universal.

### Tòpics
Els Tòpics de la dialèctica, en llatí Topica, tracten temes sobre la construcció d'arguments vàlids, i les inferències probables, en comptes de les certes. És en aquest tractat que Aristòtil menciona la idea dels predicats, que fou desenvolupada posteriorment per Porfiri i els lògics escolàstics.
Aquesta obra, composta de vuit llibres, de redacció anterior als Analítics però situada després, està dedicada a l'estudi del sil·logisme dialèctic, puix condueix a una conclusió probable. Els tres primers capítols del llibre primer constitueixen la introducció. Els capítols següents són un estudi genèric de les proposicions segons la natura del predicat, de la identitat, la relació dels predicables amb les categories, el raonament dialèctic i la inducció. El cos de l'obra, del llibre II al VII, vessa sobre els tòpics —llocs comuns— dels que brosten els arguments, i que són: l'accident, el gènere, la propietat, la definició i la identitat. El llibre vuitè conté orientacions pràctiques sobre la dialèctica: com estructura, presentar o formular les qüestions; com respondre-hi, etc.
En definitiva, Aristòtil examina en el conjunt d'aquesta obra els procediments sistemàtics que permeten de convèncer amb un grau acceptable de versemblança, però que resulten insuficients com per atorgar-los el valor de certesa més proper a la veritat. Per aquesta raó la dialèctica queda exclosa del domini de la ciència.

### Refutacions sofístiques
Les Refutacions sofístiques és un tractat sobre fal·làcies lògiques.
Sobre la base de criteris d'extensió (34 capítols) i continuïtat de contingut, el tractat de les Refutacions sofístiques fou situat després dels Tòpics, essent així l'apèndix o novè llibre. Tracta sobre els sil·logismes sofístics, arguments que solien emprar en llurs discursos els sofistes i que, en opinió de l'Estagirita, indueixen a equívocs a causa de llur caràcter viciós i manca de vertadera conseqüència i d'articulació lògica.
Aristòtil fa patent la seva enorme inquietud per la deformació pedagògica provocada per aquesta classe de sil·logismes. No obstant això, en considera necessari l'estudi tot i que no per emprar-los, sinó precisament per evitar-ne l'ús. En conseqüència, la postura de l'Estagirita se situa en una línia oposada a la dels sofistes i propera, contràriament, a la de Plató i Sòcrates. El llibre més comentat a l'Antiguitat i a l'Alta Edat Mitjana fou el de Categories, i una d'aquests introduccions, la de Porfiri, passà a editar-se a l'inici de l'Òrganon gairebé com a part integrant, sota el nom d'Isagogè.

## Controvèrsia sobre la lògica aristotèlica i l'Òrganon
El que tradicionalment es coneix com a lògica aristotèlica pot arribar a oferir problemes. En primer lloc, la noció de la lògica com a òrganon (instrument) de la filosofia sembla difícil de rastrejar en Aristòtil. Tal idea de la lògica suposa una clara divisió entre ella i la resta de les disciplines filosòfiques com l'ètica, la física o la metafísica. En efecte, amb prou feines uns fragments de l'inici dels Tòpics suggereixen que Aristòtil va concebre la seva lògica com una part de la filosofia.
Quan Aristòtil afirma a les seves Refutacions Sofístiques que és l'inventor de la lògica, es refereix únicament a la lògica formal representada en el sil·logisme. Aquesta precisió s'ha de prendre en compte car la lògica és anterior a Aristòtil en la seva vessant de lògica informal, com ell mateix reconeix. En efecte, Plató és el pare de la lògica informal: els seus diàlegs mostren que la discussió té un paper preponderant en la filosofia. La diferència d'aquesta postura és que la dialèctica de Plató no pot considerar-se com una part o divisió de la filosofia. Per a Plató la lògica informal no era concebuda com una eina útil per a la filosofia, sinó que en la discussió la filosofia trobava la seva realització plena. Així doncs, Plató pensa que la lògica revela la manera en què està estructurada la realitat. Segons la noció clàssica de la lògica aristotèlica com a òrganon, la ciència de la discussió és una ciència de segon grau. Ja no és la dialèctica qui revela la pròpia veritat, sinó que és un entreteniment per després emprendre les investigacions venidores.
Davant del problema de si la lògica és per a Aristòtil una part de la filosofia, hi ha dubtes seriosos al respecte. La teoria de la lògica com a part de la filosofia es té registrada a partir dels estoics i no pas d'Aristòtil. Això adquireix rellevància si es té present que les edicions i títols actuals de les obres d'Aristòtil foren realitzades fins al segle i per Andrònic de Rodes, de tal manera que podria donar-se el cas que l'edició de les obres d'Aristòtil fou influenciada per la teoria estoica de la filosofia. Tot d'investigacions actuals han reforçat aquests dubtes al·legant que obres com Categories o De la interpretació no compleixen curosament amb el programa de la lògica formal. Cal recordar que la tradició ha cregut que els texts de la lògica aristotèlica són en el següent ordre: Categories, De la interpretació, Analítics primers, Analítics segons, Tòpics i Sobre les refutacions sofístiques.
Per acabar, la tradició àrab aporta més elements per dubtar que Aristòtil concebés un sistema lògic dins de la seva filosofia. En la tradició àrab s'hi afegeixen les obres Retòrica i Poètica a l'aparell lògic d'Aristòtil. Això és notable, en tant que la tradició llatina mai no va imaginar que en tals obres existís un aparell sil·logístic. Amb tots els dubtes que això pugui generar, és notable la discrepància històrica sobre què és la lògica aristotèlica. Això no fa sinó suggerir que Aristòtil no es proposà crear una lògica com a sistema, atès que els fragments sobre això són menors.